# Kali Pekiti-Tirsia
 (mai 2023).
Si vous disposez d'ouvrages ou d'articles de référence ou si vous connaissez des sites web de qualité traitant du thème abordé ici, merci de compléter l'article en donnant les références utiles à sa vérifiabilité et en les liant à la section « Notes et références ».

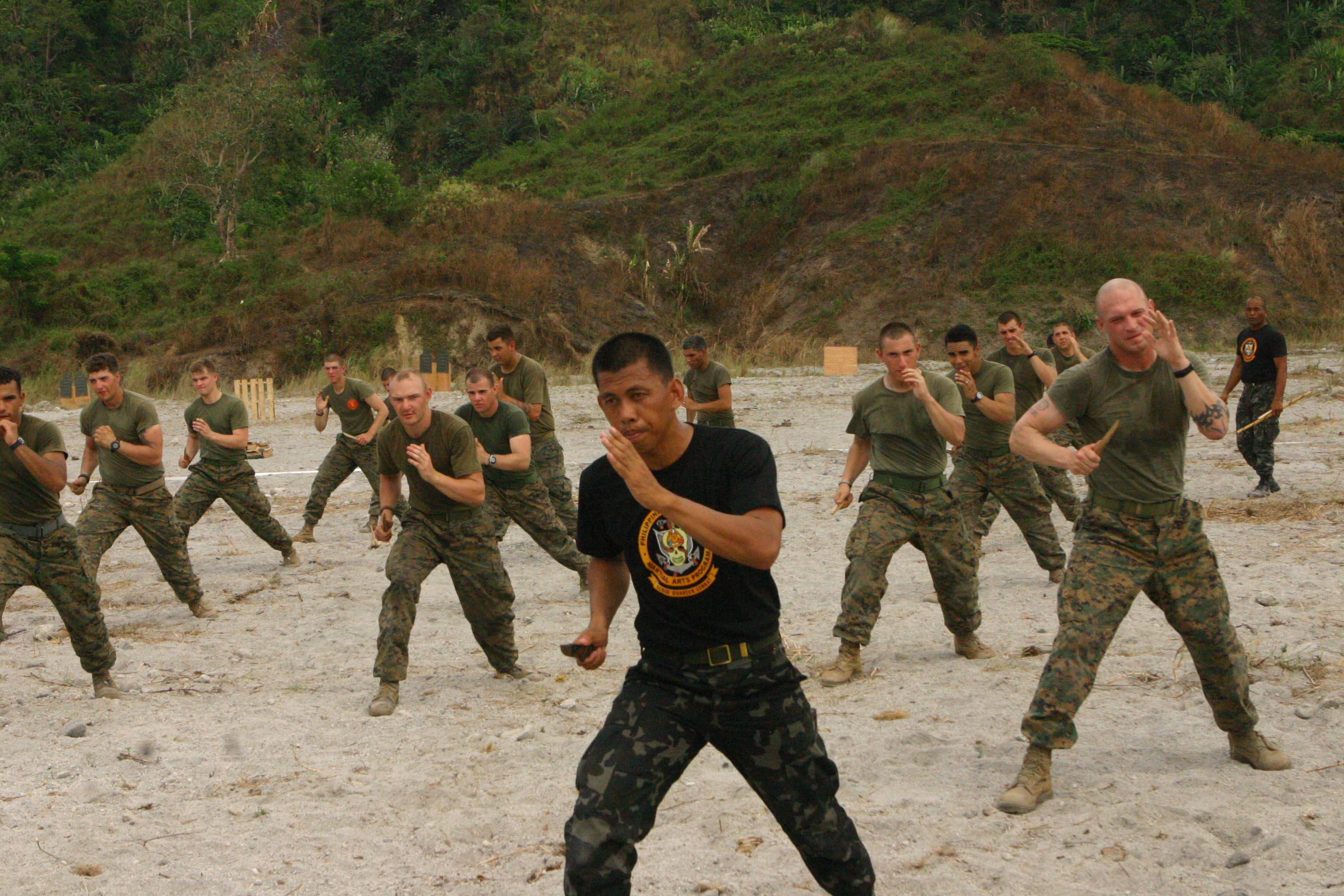
Gens pratiquant le Kali Pekiti-Tirsia.

Le Kali Pekiti-Tirsia est un art martial originaire des Philippines.

## Qu’est ce que le Kali Pekiti-Tirsia?
Le Kali Pekiti-Tirsia est le système de la famille Tortal. Il est dirigé par l’unique héritier du système, Grand Tuhon Leo Tortal Gaje, Jr. Dès le début, le Kali Pekiti-Tirsia convainc par son système d’auto-protection logique efficace fondé sur l’application stratégique et tactique de techniques contre-offensives.
Une part importante du Kali Pekiti-Tirsia est sa philosophie positive et appréciative de la vie : de croire en la vie, en la bonne santé et de croire au succès. Comprendre que le Kali Pekiti-Tirsia est un art martial vivant conduit à améliorer et à adapter continuellement ses méthodes à de nouvelles demandes. Grâce à cela, le Kali Pekiti-Tirsia demeure un art de survie pratique de valeur.
Comme Grand Tuhon Gaje le dit : ”Le Kali Pekiti-Tirsia est l’art des temps modernes dans le passé vivant!” Dans le Kali Pekiti-Tirsia, les technologies d’arts (martiaux) mises à jour sont fusionnées avec la tradition vivante! L’utilisation pratique de la contre-offensive contre les armes à impact et les armes tranchantes a toujours été et demeure l’objectif de l’entraînement au Kali Pekiti-Tirsia. C’est pourquoi le Kali Pekiti-Tirsia est aujourd’hui autant d'actualité qu’il l’était il y a 50, 100 ou 300 ans.

## L’origine du système Pekiti-Tirsia
Le Kali Pekiti-Tirsia se présente comme l’un des plus vieux systèmes de Kali des Philippines. Il a son origine dans la province du Negros Occidental dans la région centrale des Philippines (Visayas). Aujourd’hui le Kali Pekiti-Tirsia est représenté par l’unique héritier du système, Grand Tuhon Leo Tortal Gaje, Jr, le seul petit-fils de Grand Tuhon Conrado B. Tortal.
Le 25 octobre 1997 a été célébré le centenaire du Kali Pekiti-Tirsia dans la baie de Subic en Zambales aux Philippines. Le Kali Pekiti-Tirsia est le seul système d’art martial philippin à être devenu centenaire.
Grand Tuhon Gaje a été le pionnier de l’enseignement du Kali aux États-Unis. Il a gagné, avec son Kali Pekiti-Tirsia, le reconnaissance et le respect d’organisations majeures d’arts martiaux telles que la Fédération de Karaté Juive, l’Association Internationale de Karaté des États-Unis ou encore la Fédération de Karaté des États-Unis.
Le Kali Pekiti-Tirsia est le seul système reconnu par le gouvernement philippin. Ceci inclut l’enseignement du système aux Forces d’élite de Reconnaissance du Bataillon Marin de l’Armée des Philippines.

## Une approche systématique
Le Kali Pekiti-Tirsia est un système de combat compact et facilement assimilable. Il comprend toutes les phases de l’auto-protection.
- Combat à longue distance, à moyenne distance, à courte distance et combat au sol.
- Combat à partir d’angles et de positions différentes.
- Contre-offensive comme défense contre des attaques avec ou sans arme (bâton, épée, couteau, armes à feu).
- Contre-offensive comme défense contre un ou plusieurs adversaires.

Le système Pekiti-Tirsia est fondé sur le principe de défense offensive contre les attaques à arme tranchante ou d’impact. Le même principe est vrai et fonctionnel pour le combat à mains nues. Pour cette raison, dans le système Pekiti-Tirsia, il n’y a qu’une seule série de mouvements et de principes de combat, indépendante du fait que l’attaquant ou le défenseur soient avec ou sans arme. Cette structure permet une utilisation plus économique du temps de pratique et met en confiance par la compréhension et l’expérience. Si une méthode fonctionne contre un adversaire armé d’un couteau, elle fonctionne aussi contre un adversaire sans arme.
La maîtrise d’une série de mouvements requiert un dur travail et un dévouement total. Dans le système Pekiti-Tirsia de Kali, la maîtrise est acquise par une application de mouvements à travers du sparring à distance et des techniques rapprochées échangées par l’utilisation de méthodes de tapping et de cross-tapping.
Parce qu’un combattant de couteau expérimenté ne se fonde pas sur la puissance musculaire brute mais sur la vitesse, le timing et la coordination, le Kali Pekiti-Tirsia offre une méthode pratique et logique contre des adversaires plus forts, que le combat soit à mains nues ou au couteau.

## Le Kali Pekiti-Tirsia pour les personnels des forces de l’ordre et de sécurité.
La majorité des officiers de police et des forces de l’ordre aux États-Unis, en Europe et en Asie ont vu le film d’entraînement policier « Survivre aux armes tranchantes » (Surviving Edged Weapons) qui a été produit par Calibre Press, Chicago, États-Unis. Ce film, avec Grand Tuhon Leo Tortal Gaje, Jr. comme conseiller technique, est accepté et reconnu à travers le monde comme étant la meilleure cassette sur la connaissance des armes tranchantes. Lorsqu’on en vient à la connaissance des lames et à la défense tactique contre un couteau, ce film d’entraînement policier est qualifié comme la référence mondiale.
Le système de bâton de sûreté, que Grand Tuhon Gaje a développé à partir du Kali Pekiti-Tirsia, est une méthode d’entraînement spécialement développée pour les officiers des forces de l’ordre et les personnels de sécurité. Cette méthode est une référence dans le domaine de l’application de force modérée. Dr Kevin Parsons, directeur de l’Association du Système de Justice des États-Unis (US Justice System Association) dit que le système de bâton de sûreté est : « sans aucun doute le plus dynamique, le plus innovant et certainement le plus efficace que j’ai eu le plaisir de voir en 20 ans d’entraînement policier ».
Grand Tuhon Leo T. Gaje est certifié et reconnu par l’Association d’Entraînement du Système de Justice Criminelle des États-Unis (US Criminal Justice System Training Association) et l’Association d’Entraînement de Tactiques Défensives de Police des États-Unis (United States Police Defensive Tactics Training Association). Comme Grand Tuhon Gaje vit maintenant aux Philippines, il entraîne la Police nationale des Philippines à l’art du bâton de sûreté.

## Le Pekiti-Tirsia comme un sport de compétition
Ces dernières décennies, plusieurs versions de sports de compétition ont été développées à partir des arts martiaux Philippins. Malgré le fait que le Kali Pekiti-Tirsia n’a pas été développé pour les compétitions sportives, le système a prouvé son efficacité dans les arènes sportives. Le Kali Pekiti-Tirsia a produit plusieurs champions nationaux et internationaux en combat de bâton full-contact. Par exemple, le grand champion du premier tournoi national d’Arnis (Kali, Eskrima) qui s’est déroulé aux Philippines en 1979 était un adepte du Kali Pekiti-Tirsia.
Grand Tuhon Leo T. Gaje a été un pionnier dans la propagation des arts martiaux Philippins comme sport de compétition. Comme commissaire NARAPHIL pour l’Amérique du Nord et du Sud, il a promu les arts martiaux Philippins comme un sport culturel et un art martial à travers le monde.
Dans le domaine du combat de bâton avec contact réel, le combat de bâton avec un minimum ou sans protection, le système Pekiti-Tirsia est hautement respecté. Un élève de Grand Tuhon Gaje, Eric Knaus, est l’un des fondateurs des mondialement reconnus « Dog Brothers » et il est toujours reconnu comme le « Top Dog » de son groupe. En 1998, le Kali Pekiti-Tirsia Philippines a organisé la « Bataille des grands Maîtres » (Battle of Grandmasters). Un tournoi suivant une politique de soumission totale. Combat sans protection (pas de gants, pas de casque), avec des bâtons sans rembourrage, pas d’arbitre, pas de limite de temps, pas de règles. Les combats étaient organisés par challenges pour les divisions Maître et Grand Maître et comme un tournoi par élimination pour les élèves avancés. Le tournoi était ouvert à tous les styles et les Maîtres et Grands Maîtres de plus de 15 styles avaient été personnellement invités. Mais seuls les combattants du Pekiti-Tirsia consentirent à combattre sous les conditions décrites[réf. souhaitée].